# Ngôi nhà Enos
Enos House, còn được gọi là Warren House, là một ngôi nhà mang tính lịch sử nằm trên đường Enos Farm Drive gần Surry, Surry County, Virginia. Ngôi nhà được xây dựng vào khoảng năm 1810, và là một ngôi nhà khung kế hoạch phòng khách 1/2 tầng, 2 tầng. Nó có một mái đầu hồi và có một mái hiên thấp, dài đầy đủ ở mặt trước. Ngôi nhà được xây dựng vào thế kỷ 20.
Ngôi nhà này đã được liệt kê trong Sổ đăng ký Quốc gia về Địa điểm Lịch sử vào năm 1977. Trang trại hiện thuộc sở hữu của Surry County, nơi đã phát triển nó cho mục đích giải trí. Tài sản, nhưng không phải là ngôi nhà, được mở cửa để phục vụ việc tham quan cho công chúng.